# Дедемель
Дёдёмёль (кирг. Дөдөмөл) — село в Тогуз-Тороуском районе Джалал-Абадской области Кыргызстана. Административный центр Тогуз-Тороуского айылного аймака.

## География
Село расположено в восточной части области, в высокогорной зоне, к северу от реки Нарын, на расстоянии приблизительно 24 километров (по прямой) к северо-востоку от села Казарман, административного центра района. Абсолютная высота — 2075 метров над уровнем моря.

## Население
Согласно оценочным данным Национального статистического комитета Кыргызской Республики, численность населения села на начало 2023 года составляла 1139 человек.
| год     | 2009 | 2014 | 2015 | 2020 | 2021 | 2023 |
| ------- | ---- | ---- | ---- | ---- | ---- | ---- |
| человек | 916  | 992  | 1093 | 1148 | 1130 | 1139 |